# Room 33
Room 33 ist ein erotischer Kurzfilm der schwedischen Regisseurin Erika Lust. Der Film erschien im Jahr 2011 und ist eine Fortsetzung ihres Kurzfilms Handcuffs. Room 33 ist ein Beitrag für den experimentellen Film Hotel, bei dem sechs Regisseure im Hotel Casa Camper in Barcelona 24 Stunden Zeit hatten, an ein und demselben Ort einen Film nach ihren persönlichen Vorstellungen zu drehen.

## Handlung
Ein junges Pärchen checkt in einem Designhotel ein. Die Stimmung ist schon im Foyer erotisch, als es von einem weiteren Gast beobachtet wird. In Flashbacks durchleben die beiden Hauptdarsteller ein weiteres Mal ihre vorherigen erotischen Aufenthalte in diesem Hotel.